# Oralien pinnarum
Oralien pinnarum is een eenoogkreeftjessoort uit de familie van de Chondracanthidae. De wetenschappelijke naam van de soort is voor het eerst geldig gepubliceerd in 1822 door Blainville.